# Forte de Triquinimale

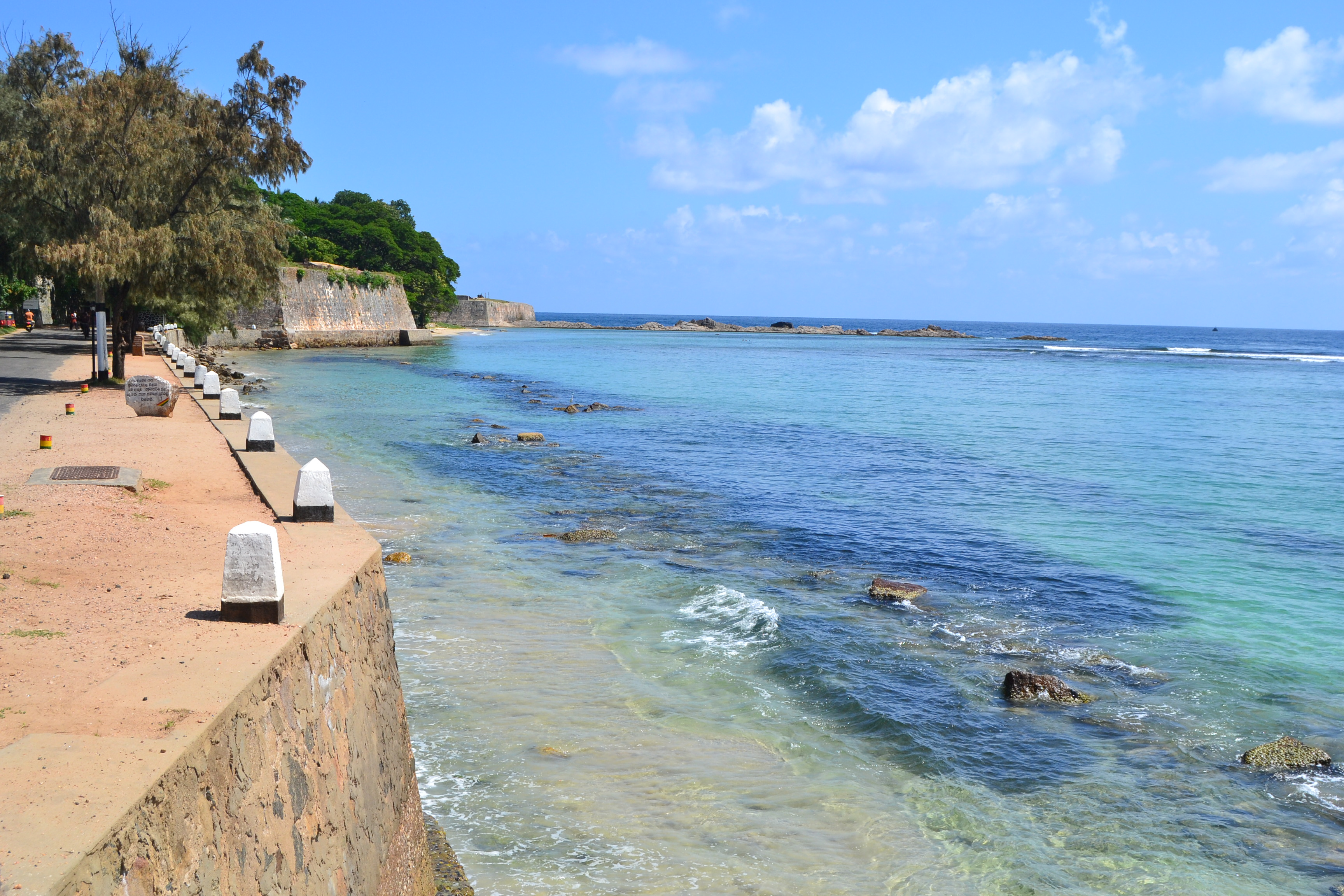
Forte Frederico, Seri Lanca

O Forte de Triquinimale localiza-se em Triquinimale, uma cidade portuária no leste da ilha do Ceilão, atual Seri Lanca. Historicamente, a importância de Triquinimale prendia-se à segurança do seu vasto porto, operacional em todas as estações do ano.

## História
Na sequência da conquista portuguesa do antigo Reino de Jafanapatão (1619), a construção deste forte foi determinada pelo Capitão-general do Ceilão, Constantino de Sá de Noronha em 1622. Concluído em 1624, foi erguido sobre as ruínas de um antigo templo Hindu, que havia sido arrasado pelos portugueses.
Poucos anos mais tarde, em 1639, o forte foi conquistado pelas forças de uma frota da Companhia Neerlandesa das Índias Orientais, sob o comando do almirante neerlandês Adam Westerwold (1580–1639).
Foi reconstruído pelos neerlandeses em 1665 como defesa ante os avanços britânico e francês na região, sendo batizado de Fort Fredrick. Em 1672, ano em que os Países Baixos foram atacados por uma coligação integrada pela França, a Grã-Bretanha e dois estados Germânicos, os forças francesas capturaram Triquinimale e, mais tarde, Batticaloa. Em pouco tempo, entretanto, os franceses foram forçados a abandonar as suas posições.
Em fins do século XVIII, a povoação e seu forte foram novamente conquistadas por forças francesas, para retornar às mãos da VOC com a assinatura da Paz de Paris em 1784. No ano seguinte (1785) foi conquistada, desta vez pelos Britânicos, tendo sido por estes guarnecida até 1948.
Recebeu baterias de artilharia de costa durante a Primeira e a Segunda Guerras Mundiais.
Atualmente, permanece guarnecido por um destacamento do exército do Seri Lanca, aberto à visitação turística.

## Características
De pequenas dimensões, o primitivo forte português apresentava planta triangular, tendo os lados menores 75 m de comprimento e o maior 150 m.